# Mistyczne zaślubiny św. Katarzyny (obraz Lorenza Lotta)
Mistyczne zaślubiny św. Katarzyny Aleksandryjskiej − powstały w 1523 obraz autorstwa weneckiego malarza epoki renesansu Lorenza Lotta, przechowywany w pinakotece Accademia Carrara w Bergamo.

## Historia
Obraz został pozostawiony przez malarza opuszczającego 22 czerwca 1523 Bergamo, jako opłata za wynajem mieszkania. Dzieło zostało wysoko ocenione przez innych artystów. Właściciel domu Niccolò Bonghi oddał więc malarzowi nadpłaconą sumę.
Chociaż obraz jest dużych rozmiarów, jak podobne nadające się na nastawy ołtarzowe, przeznaczono go jednak do użytku rodzinnego w prywatnym domu. Właścicielka obrazu, Dorotea Bonghi, postanowiła w 1528 oddać go do kościoła Św. Michała al Pozzo Bianco, by uchronić go przed zagrażającymi miastu wojskami francuskimi. Obraz został jednak uszkodzony. Jeden z najemników wyciął z dzieła widok z okna. Według źródeł w oknie artysta przedstawił widok na Górę Synaj, miejsce przechowywania relikwii świętej męczennicy z obrazu − Katarzyny Aleksandryjskiej.
Autor podpisał się na obrazie: "Laurentius Lotus / 1523".

## Opis i styl
Pomimo uszkodzenia, obraz ten jest jednym z najcharakterystyczniejszych dla okresu pobytu artysty w Bergamo. Bogata jest przede wszystkim symbolika ikonograficzna. Doceniany jest również w naszych czasach dobór kolorystyki i użycie światłocienia. Legendarne wydarzenie − mistyczne zaślubiny św. Katarzyny z Aleksandrii z Dzieciątkiem Jezus − umiejscowione zostały w bogatym wnętrzu mieszczańskim (wschodni dywan, wyszukane krzesło Matki Bożej). O książęcym pochodzeniu świętej świadczy jej wyszukany strój: długie rękawy, noszone klejnoty − korona z ozdobnym szeregiem pereł, rubin oraz kolczyki z pereł w kształcie łez.
W scenie biorą udział anioł i Niccolò Bonghi. W ten sposób artysta chciał się odwdzięczyć mieszczaninowi, u którego mieszkał. Istniały hipotezy, iż malarz przedstawił samego siebie. Obecnie uważa się, iż jest to swoisty portret gospodarza artysty.